# Cirmoskalapú pereszke
A cirmoskalapú pereszke vagy zöldessárga pereszke (Tricholoma sejunctum) a pereszkefélék családjába tartozó, lomberdőkben, fenyvesekben termő, nem ehető gombafaj.

## Megjelenése
A cirmoskalapú pereszke kalapja 5-10-(12) cm átmérőjű, alakja kúposból kiterülő, a közepén púpos. Széle aláhajló, szabálytalan lehet. Felszíne sima, finoman benőtten szálas. Színe zöldessárga vagy olívsárga, esetleg zöldes, a szálak sötétebbek, főleg a kalap közepén. Húsa rostos, fehér, sérülésre nem színeződik el. Szaga lisztre emlékeztet, íze kesernyés, kellemetlen.
Közepesen sűrű lemezei pereszkefoggal lefutók, színük fehéres.
Spórapora fehér. Spórái majdnem gömb alakúak vagy oválisak, felszínük sima, méretük 6-8 x 5-6 µm. 
Tönkje 6-9 cm magas, 1,5-2 cm vastag. Alakja hengeres, esetleg görbülhet, töve bunkós lehet. Színe fehér, finom hosszanti szálazottsággal, öregen sárgulhat.

### Hasonló fajok
Hasonlíthat hozzá a mérgező szappanszagú pereszke vagy az ehető szürke pereszke.

## Elterjedése és termőhelye
Európában és Észak-Amerikában honos. 
Semleges talajú, melegkedvelő lomberdőben él; fenyvesekben a Tricholoma sejunctum var. coniferarum változatával lehet találkozni. Júliustól októberig terem.
Nem mérgező, de rossz íze miatt étkezésre nem alkalmas.

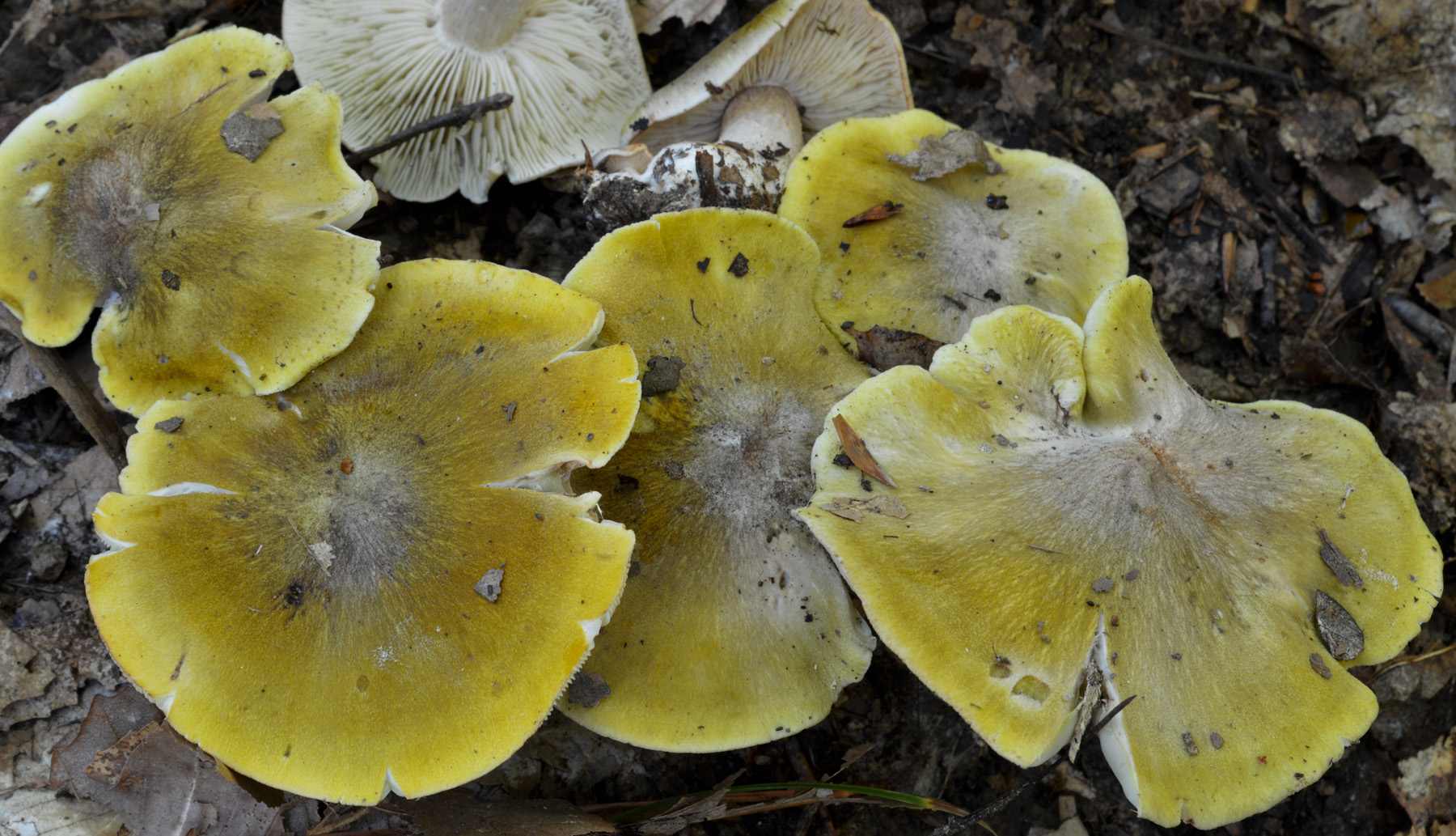
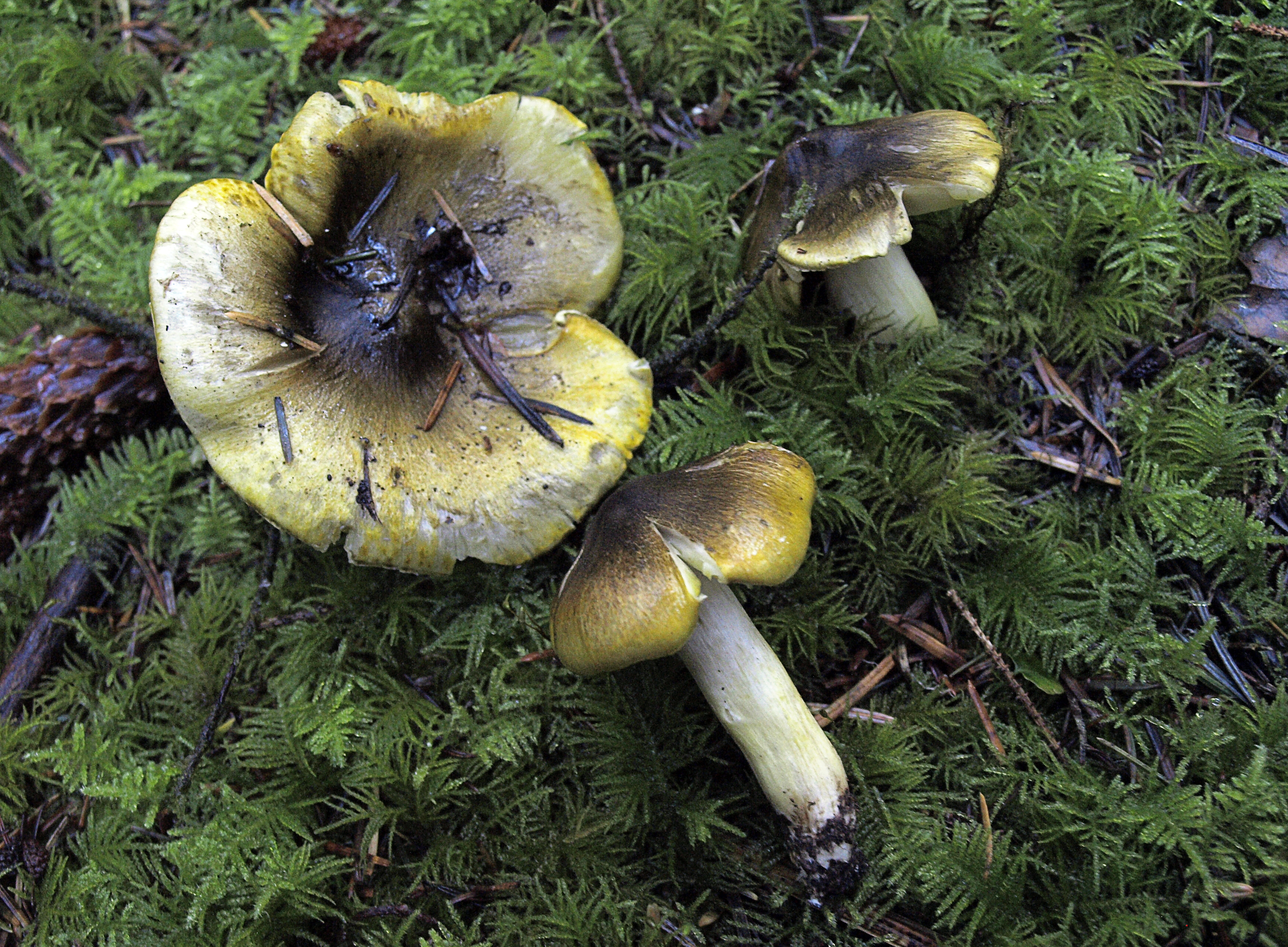
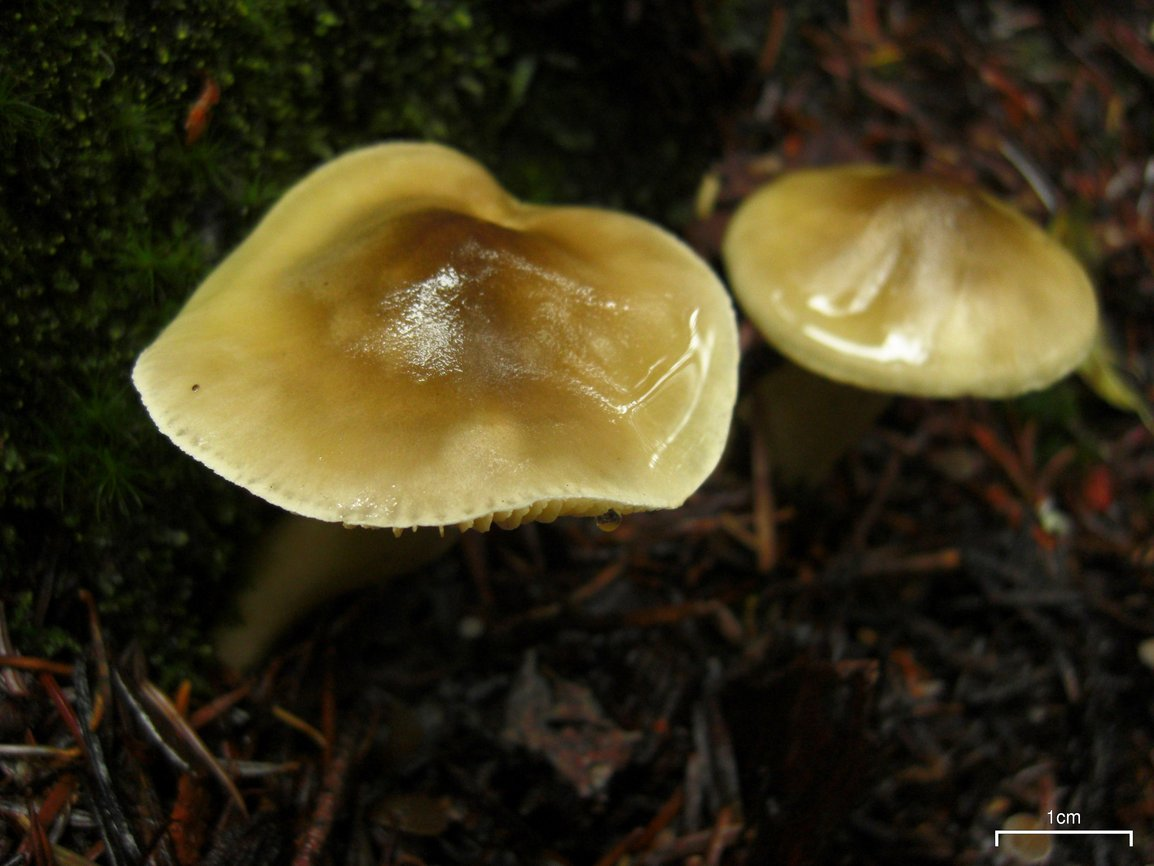
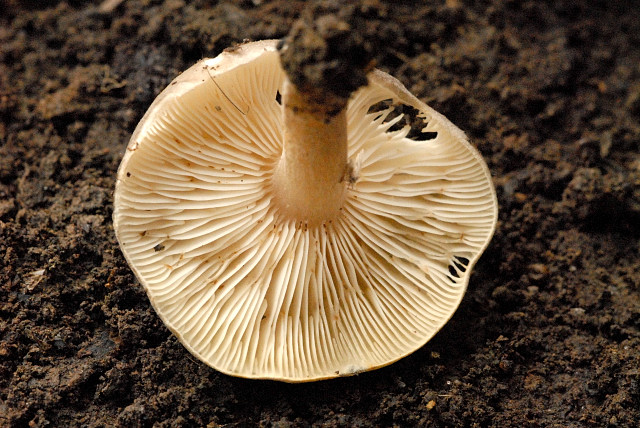
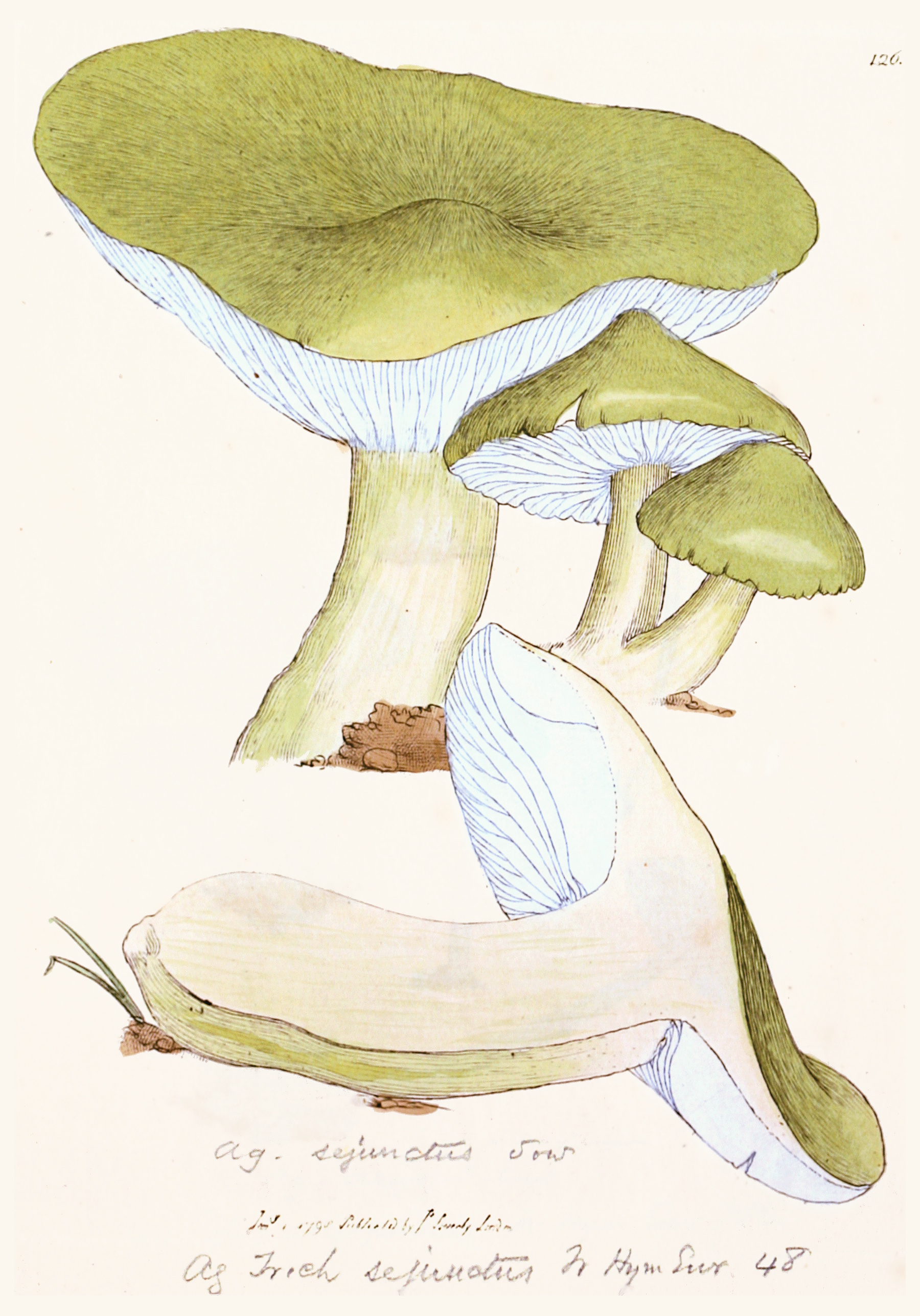